# 金山藩
金山藩（かねやまはん）は、関ヶ原の戦い後の短期間、美濃国可児郡の金山城（現在の岐阜県可児市。旧兼山町）を預かった松平忠頼の領国を「藩」と捉えた呼称。翌1601年に忠頼は遠江浜松藩に移されており、「藩」は1年足らずで消滅している。

## 歴史

### 前史
中世末期（戦国期）の金山には木曽川の河港（金山湊）が置かれ、木曽川上流の要地として発展した。永禄8年（1565年）以後、織田信長の重臣・森可成が金山城主となり、以後森家が3代35年間にわたって当地を治めた。2代目の森長可は金山の城下町建設などに尽力し、豊臣秀吉政権下の大名として存続した。天正12年（1584年）の小牧・長久手の戦いで長可が戦死すると、弟の森忠政が家督を継いだ。
関ヶ原の役を前にした慶長5年（1600年）2月1日、徳川家康の宛行状により、忠政は北信濃川中島4郡の領主となり、海津城（のちの松代城）に入った。これは豊臣秀吉死後、大名の領知異動はかならず五大老連署の宛行状によるという誓紙を無視した措置であり、北信濃から豊臣家の蔵入地を一掃して徳川家への備えを破る意図があったという解釈がある。その後、金山は犬山城主石川貞清（石川光吉）の所領となったが、貞清は西軍に属して犬山城で抗戦した上に関ヶ原本戦でも戦い、戦後に改易された。

### 松平忠頼の入城
関ヶ原の戦いののち、桜井松平家の松平忠頼（武蔵松山藩1万石）は、犬山城の城番を務めるとともに、家康からの命を受けて金山城にも在番した。この際、「金山領」1万5000石が忠頼に与えられた。これを金山藩の立藩と捉える見方がある。忠頼は慶長6年（1601年）4月（『寛政譜』によれば2月）に遠江国浜松藩へ移された。

### 後史
金山城は慶長6年（1601年）頃、犬山城主となった小笠原吉次（清洲藩主松平忠吉御附家老）によって破却された。地域は幕府の代官支配となり、元和元年（1615年）からは尾張藩領となった。

## 歴代藩主

### 松平（桜井）家
譜代。2万5000石。
1. 松平忠頼（ただより）